# Jüdischer Friedhof (Chemnitz)

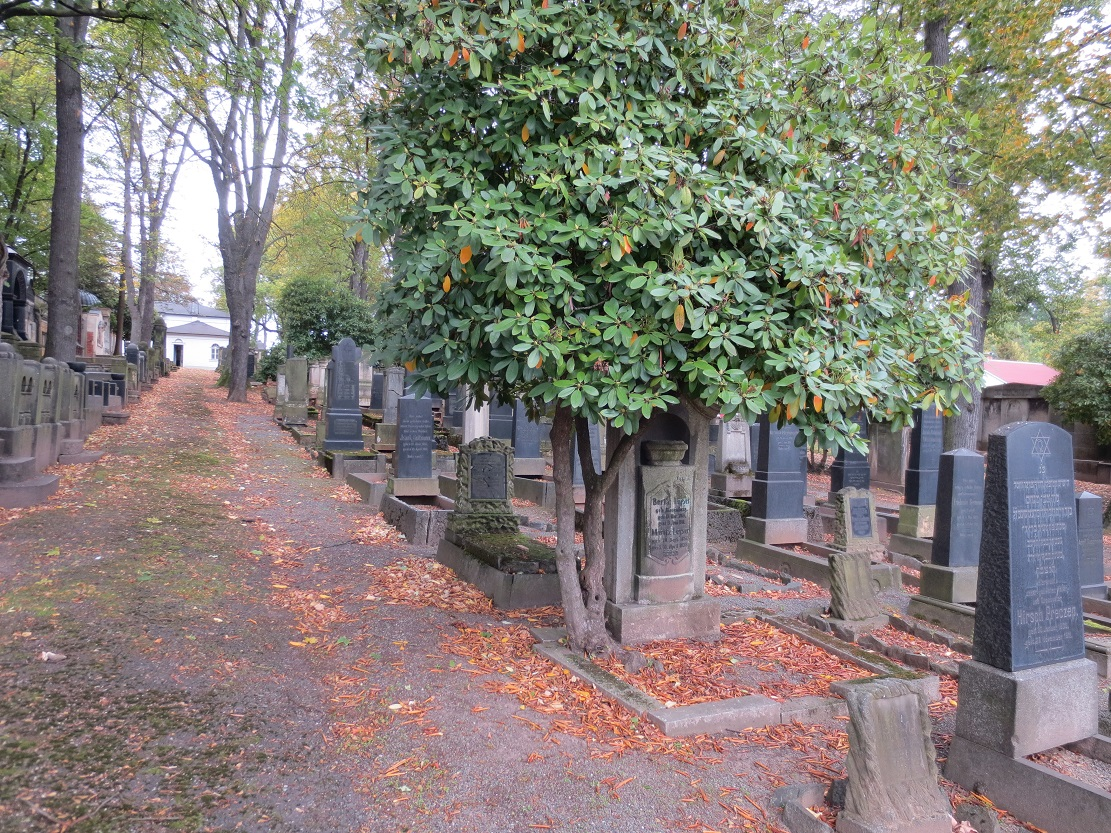
Gräber auf dem Friedhof

Der Jüdische Friedhof Chemnitz ist ein Friedhof in der kreisfreien Stadt Chemnitz in Sachsen.
Der etwa 3000 (nach anderen Angaben etwa 13.000) m² große jüdische Friedhof liegt westlich des Stadtzentrums auf halber Höhe des Kaßbergs neben dem christlichen Matthäus-Friedhof (Straße "Hoher Weg"). Es sind etwa 1.250 Grabsteine vorhanden. Mehrere Steine liegen umgestürzt, einige sind beschädigt. Der Stein mit der ältesten Datierung stammt aus dem Jahr 1878. 
Der Friedhof ist in sieben Abteilungen eingeteilt. Es gibt eine Abteilung nur für orthodoxe Juden und jeweils gesonderte Felder für Kinder und für Rabbiner. Für Juden, die in Chemnitz als Großindustrielle tätig waren, existieren einige beachtenswerte monumentale Gräber. Der Friedhof wird bis heute für Beerdigungen genutzt.
Auf dem Friedhof wurden die meisten der etwa 80 bis 100 Kindergräber in der NS-Zeit geschändet. Nur wenige Grabsteine sind übrig geblieben. Drei von ihnen sind am 13. Juli 2021 von unbekannten Tätern geschändet und umgestoßen worden.